# Д’Антиньи, Бланш
Бланш д’Антиньи (фр.  Blanche d'Antigny, собственно Marie Ernestine Antigny; 9 мая 1840, Мартизе, Эндр — 30 июня 1874, Париж) — французская натурщица, куртизанка, певица и актриса времён Второй империи.

## Биография
Отец — церковный ризничий.
В раннем детстве воспитывалась без родителей, которые в 1840-х перебрались в Париж.
Отличалась авантюрным характером. В 14 лет сбежала из дома с любовником в Бухарест, вскоре бросила его и стала кочевать с цыганами.
Вернувшись, выступала в цирке, танцевальных залах, работала моделью (в том числе для картины Поля Бодри «Раскаявшаяся Магдалина», 1859).
Стала любовницей управляющего Третьим отделением, шефа российских жандармов, генерал-адъютанта Н. В. Мезенцова, по личному распоряжению императрицы была за вызывающее поведение выслана из России в Висбаден.
Став звездой местной оперетты, обзавелась богатыми покровителями.
Вернулась в Париж, блестяще выступала в операх-буфф Флоримона Эрве «Хильперик» (1868) и «Маленький Фауст» (1869), пародии на «Фауста» Гёте и Гуно. В 1870—73 годах исполняла ведущие роли в опереттах Оффенбаха. После скандала с одним из богатых любовников предпочла покинуть столицу и отправилась в Египет.
Играла на подмостках Каира, вступила в любовную связь с хедивом.
Вернулась в Париж, больная брюшным тифом, от которого вскоре умерла в нищете и полном забвении. Похоронена на кладбище Пер-Лашез.

## Образ в литературе
- Прототип главной героини романа Эмиля Золя «Нана».